# Jelmeztervező

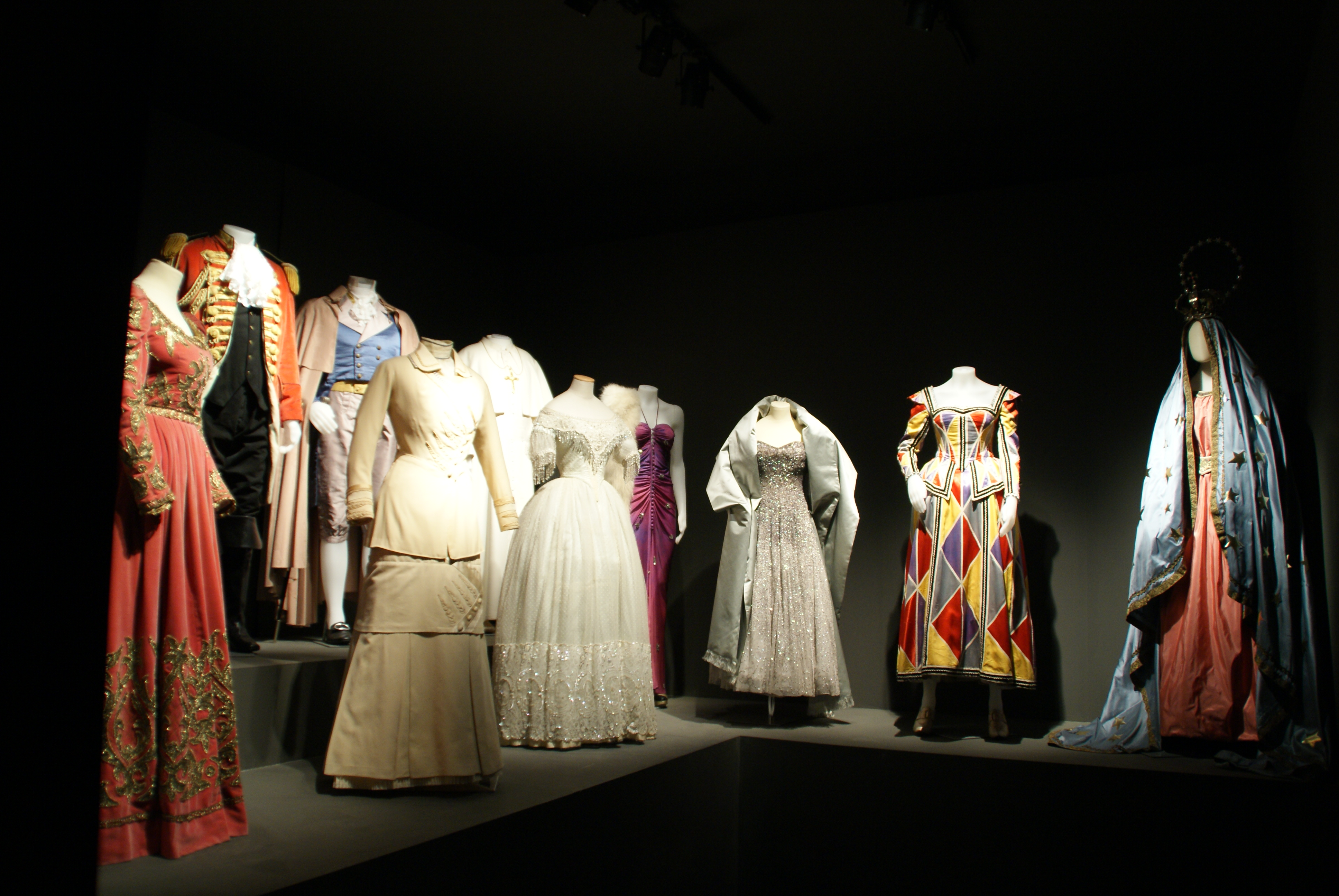
Jelmezek

A jelmeztervező filmek, színpadi előadások számára jelmezeket tervez. A jelmeztervező szerepe az adott mű karaktereinek egyes jelenetekben történő megjelenéseinek számára a jelmez megalkotása, együttműködhet a fodrásszal vagy paróka készítővel, sminkessel. A jelmeztervezők arra törekednek, hogy erősítsék a karakter személyiségét, kialakítsák társadalmi státuszukat, ábrázolják az időszakot, amelyben a mű játszódik ruházati cikkek vagy kiegészítők segítségével. A rendező elképzelésének megfelelően gondoskodnia kell arról, segítenie kell, hogy a színész a szerepéhez közelíthessen. A jelmeztervezőnek nemcsak a rendezővel kell konzultálnia, hanem a világítástechnikai szakemberekkel és a készítőkkel, hogy a gyártási terv minden eleme megvalósuljon. A jelmeztervezőnek erős művészi képességekkel kell rendelkeznie és alapos ismeretekkel kell rendelkeznie a mintafejlesztés, textilipar és a divattörténelem terén, meg kell értenie az adott kor történelmi ruháit és a mozgás stílusát, amelyet megkövetel az a korszak amelyben a történet játszódik.

## A jelmeztervezés folyamata
A jelmeztervezők ugyanúgy, mint a rendezők vagy a színészek elválaszthatatlanok a színházi előadástól. 
"...meg kell teremteni az illúziót, létre kell hozni egy világot, ami már első látásra hat a nézőre – még akkor is, ha ez csupán egy üres színpad. Minden előadáshoz nagyon sokat hozzáad az a pillanat, amikor meglátod a teret, a színpadképet..." Polgár Csaba, a HOPPart több előadásának rendezője, az Örkény Színház színésze
Az alkotóknak már jóval a próbafolyamat előtt gondolkodniuk kell a darab felvetésein, az előadás koncepcióján. Az adott előadás, adott rendezőjétől függ, hogy a jelmeztervező mennyire kap szabad kezet vagy mennyire kell egy konkrét elképzelést megvalósítania. 
"Alkalmazott művészek vagyunk; ha képzőművész akarnék lenni, otthon festegetnék. Itt az a lényeg, hogy az alkotókkal közösen összehozzunk valamit, ami működik, és ha ehhez arra van szükség, hogy én kevesebbet adjak magamból vagy lemondjak egy-egy ötletről, az teljesen normális" Nagy Fruzsina jelmeztervező
A jelmeztervezőnek alaposan ismernie kell az előadott darabot és az egyes szerepeket, a mű stílusát, adott kor viselettörténetét, a rendezői koncepciót, a szerepeket alkotó színművészek alkatát esetlegesen egyéni kívánságaikat is továbbá az adott színpadkép tervezőjének elképzelését, az egyes jelmezek környezetének színvilágát, az eladásban felhasznált világítási effektusokat. Minden szereplő minden megjelenésének öltözetét tervekben ábrázolja, de a munkája nem ér véget a tervezői feladatok elkészítésével.
Általában a jelmeztervező feladata árajánlatot kérni a lehetséges kivitelezőktől. A színházi próbákat az állítópróba után úgynevezett jelzés díszletben kezdik el, majd általában, a mai magyar színházi életben egy-két hétig folynak a próbák a végleges díszletben és jelmezekben. 
"Ha megjön a díszlet és a jelmez, az a próbákon inspirációt jelent. Azzal pedig, hogy elhelyezem benne az előadást, tulajdonképpen 'eladom' a díszletet: ha működni tud, azzal egy látszólag furcsább díszlet is magától értetődővé válik; ugyanez igaz a jelmezre is, ahol a színész személyisége még egy áttétet jelent. A közönség előtt pedig eldől, hogy igazunk volt-e, azaz a nézőkben is hasonló asszociációk ébrednek-e a díszlet és a jelmez láttán, mint az alkotókban." Csizmadia Tibor rendező.
A jelmezek elkészülése és színpadra kerülése után, még mindig nem ér véget a jelmeztervező feladata, továbbra is a próbafolyamat fontos szereplője. 
"...Fel kell készülni arra is, hogy a rendező egyszer csak úgy dönt, mégis vetkőzzön a színész, vagy legalábbis vegye le a cipőjét. Másrészt egy hatvanas években játszódó előadásban nem lehet egy mai melltartót használni, mert egy korabeli darab egészen máshogy formázza meg a mellet..." Nagy Fruzsina

## Magyar Látvány-, Díszlet- és Jelmeztervező Művészek Társasága

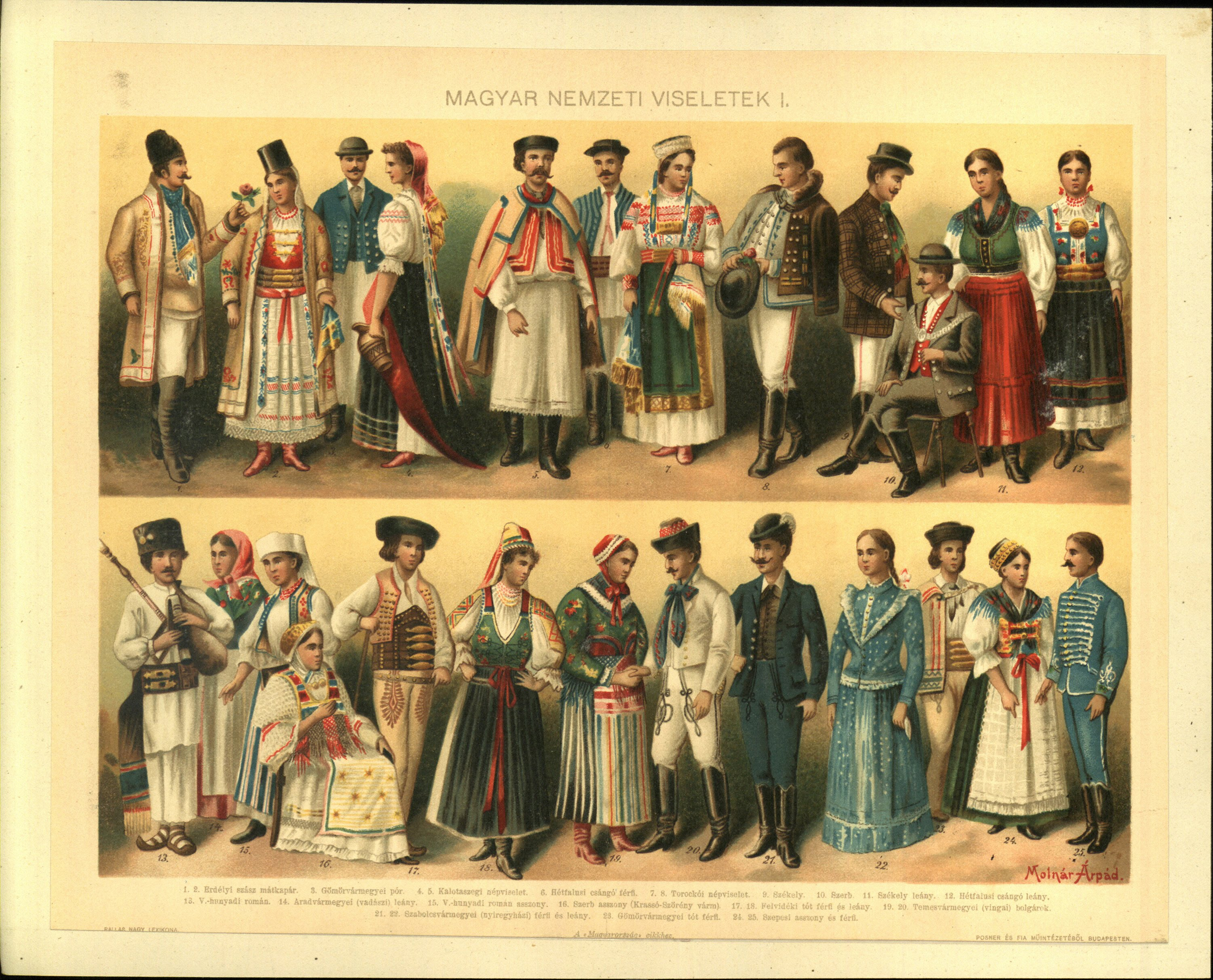
A magyar viseletek története

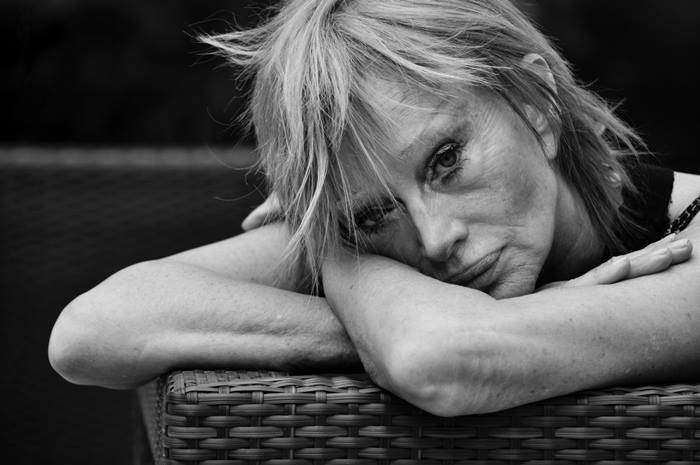
Dőry Virág jelmeztervező

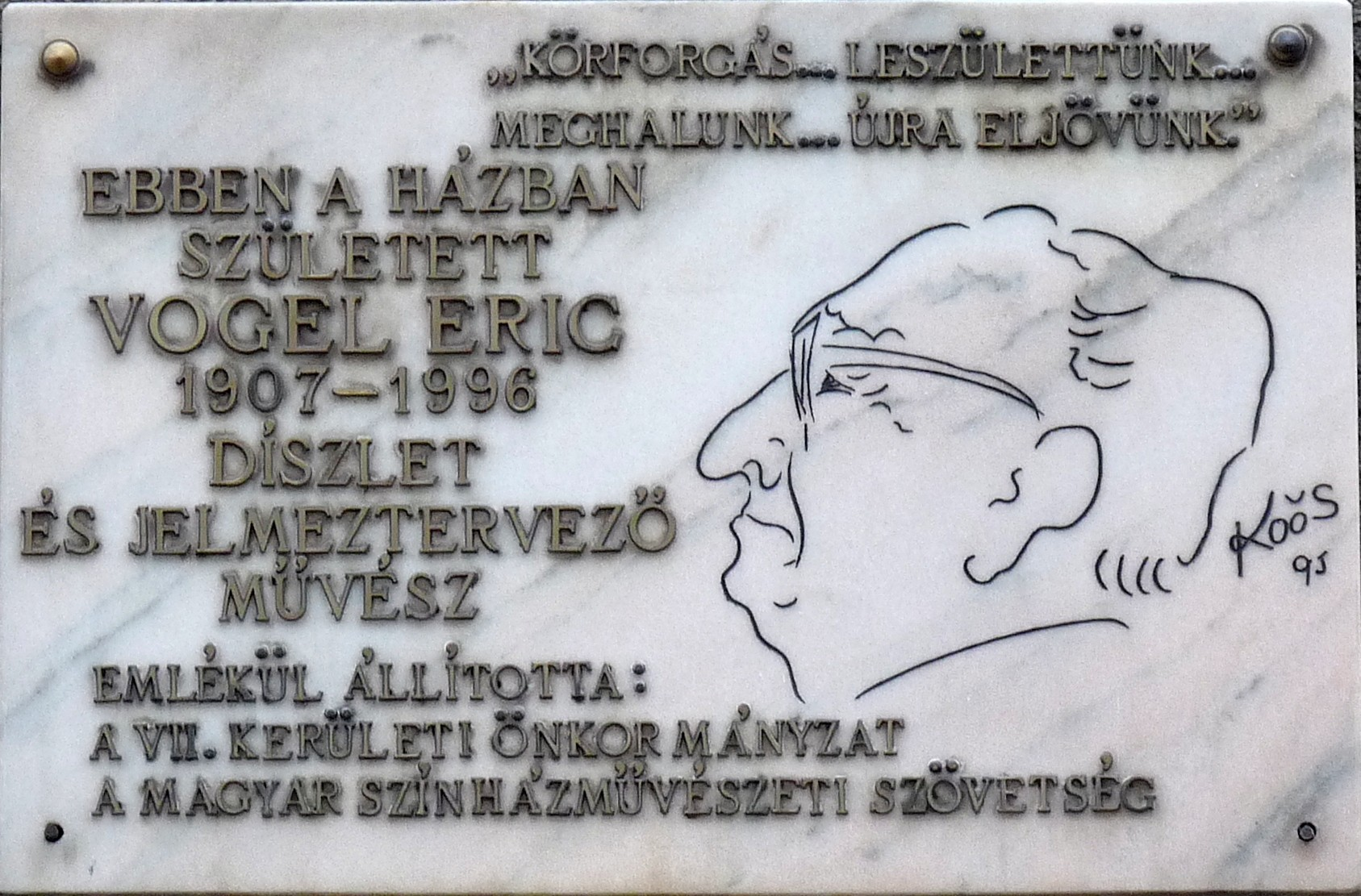
Vogel Eric emléktábla

1992-ben magyar díszlettervezők, jelmeztervezők alapították. Céljuk, hogy a tervezői hivatás erkölcsi tekintélye felett őrködjenek és ezen keresztül a színházi, televíziós és filmes látvány vizuális kultúrája felett.
Továbbá:
- Szabályozza a tagjainak szakmagyakorlását,
- felügyelje jogszerű és szabályszerű működését,
- ellássa a szakmai munka minőségének és tisztaságának megőrzését,
- és érdekvédelmét.

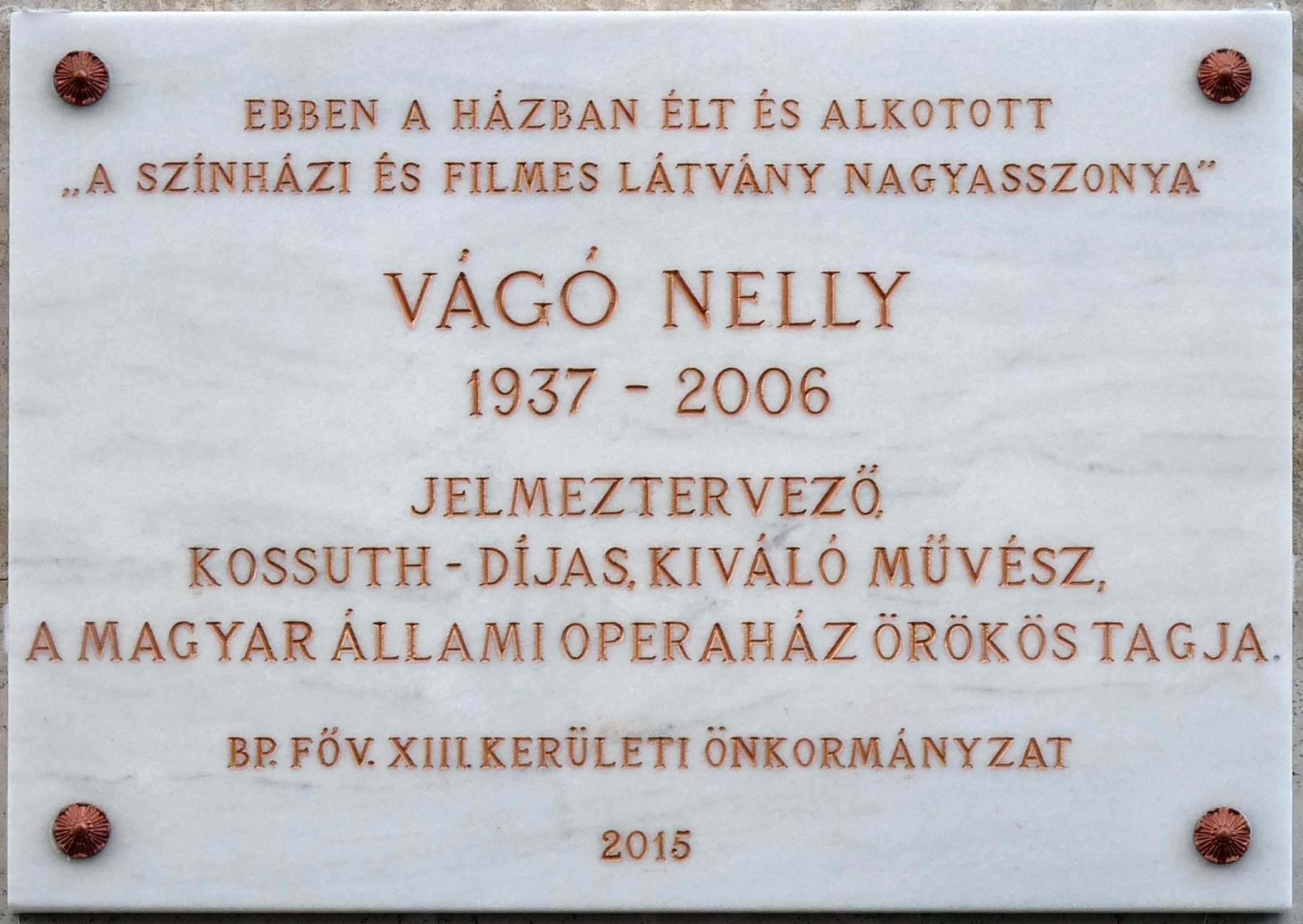
Vágó Nelly emléktábla

A Társaság aktívan részt vesz 2010-től évente megrendezésre kerülő Látványtér kiállítás megvalósulásában, az Év Díszlet- és Jelmeztervezője Díj megalapításában.
Tagjainak létszáma közel száz fő.

### A Társaság bejegyzett elnökei
- 1992. novembertől Szegő György,
- 1999. júniustól Horgas Péter,
- 2001. októbertől Szlávik István,
- 2008. júniustól Tordai Hajnal,
- 2011. májustól elnök: Erkel László Kentaur, elnökhelyettesek: Balla Ildikó és Zeke Edit tervezőművészek.[3]

## LÁTVÁNYTÉR– Az Év Jelmeztervezője
- 2015 – Orosz Klaudia látvány- és bábtervező művész nyerte el.[4]
- 2016 – Nagy Fruzsina – LÁTVÁNYTÉR – Az Év Jelmeztervezője.[5]
- 2017 – Szűcs Edit – LÁTVÁNYTÉR – Az Év Jelmeztervezője
- 2018 – Balla Ildikó – LÁTVÁNYTÉR – Az Év Jelmeztervezője
- 2021 – Fűzér Anni – LÁTVÁNYTÉR – Az Év Jelmeztervezője
- 2022 – Giliga Ilka – LÁTVÁNYTÉR – Az Év Jelmeztervezője

## Oscar díj, a legjobb jelmeztervezőnek
- 1989: Phyllis Dalton
- 1990: Franca Squarciapino
- 1991: Albert Wolsky
- 1992: Eiko Ishioka
- 1993: Gabriella Pescucci
- 1994: Tim Chappel and Lizzy Gardiner
- 1995: James Acheson
- 1996: Ann Roth
- 1997: Deborah Lynn Scott
- 1998: Sandy Powell
- 1999: Lindy Hemming
- 2000: Janty Yates
- 2001: Catherine Martin and Angus Strathie
- 2002: Colleen Atwood
- 2003: Ngila Dickson and Richard Taylor
- 2004: Sandy Powell
- 2005: Colleen Atwood
- 2006: Milena Canonero
- 2007: Alexandra Byrne
- 2008: Michael O'Connor
- 2009: Sandy Powell
- 2010: Colleen Atwood
- 2011: Mark Bridges
- 2012: Jacqueline Durran
- 2013: Catherine Martin
- 2014: Milena Canonero
- 2015: Jenny Beavan
- 2016: Colleen Atwood

## Fordítás
Ez a szócikk részben vagy egészben  a   Costume_designer című angol Wikipédia-szócikk ezen változatának fordításán alapul.  Az eredeti cikk szerkesztőit annak laptörténete sorolja fel. Ez a jelzés csupán a megfogalmazás eredetét és a szerzői jogokat jelzi, nem szolgál a cikkben szereplő információk forrásmegjelöléseként.